# 圣伯多禄教堂 (鲁汶)

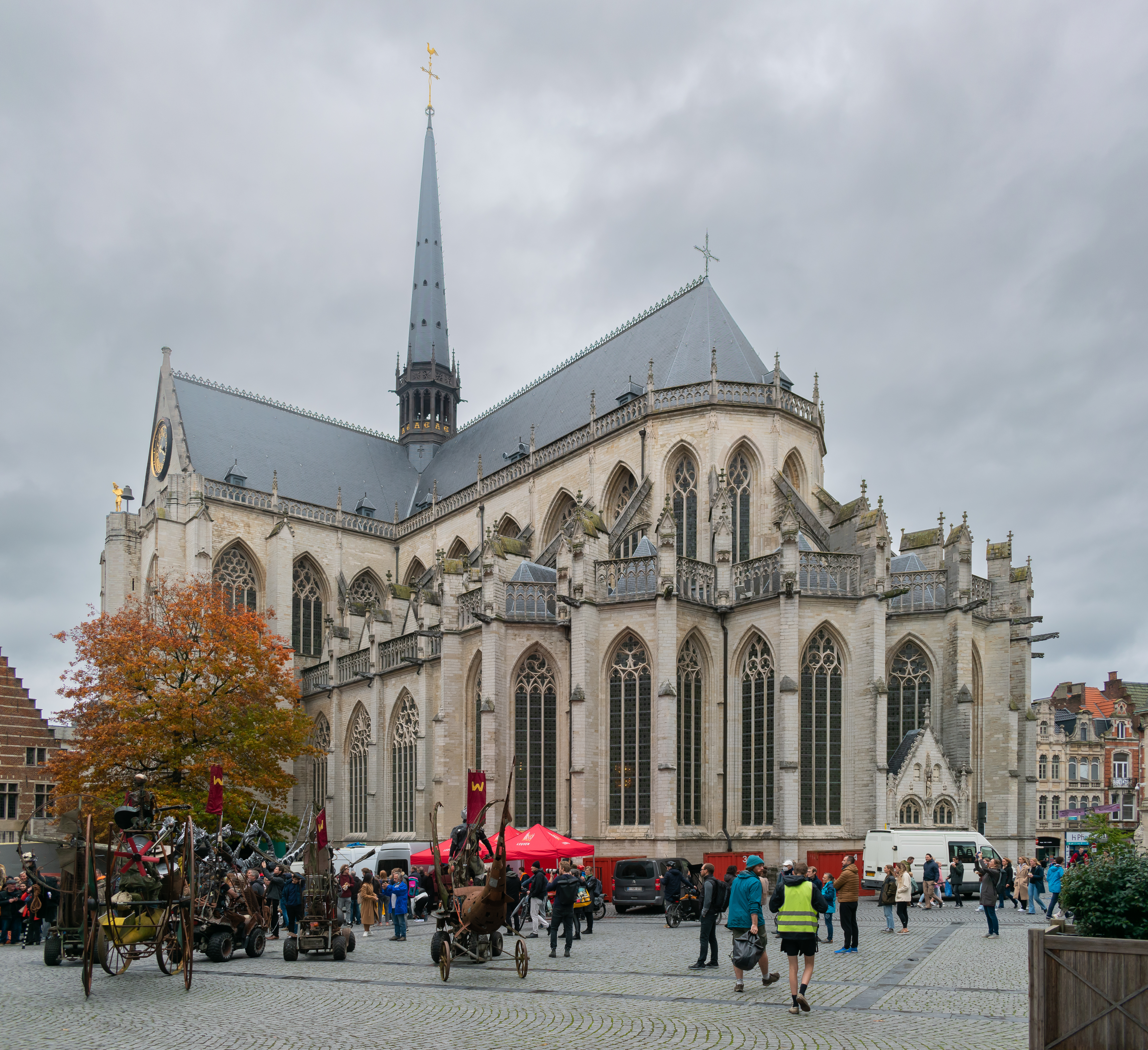
圣伯多禄教堂

圣伯多禄教堂（荷兰语：Sint-Pieterskerk）是比利时鲁汶的一座天主教堂，位于市中心的鲁汶大广场（Grote Markt）北侧，鲁汶市政厅对面。

## 历史
建于同一地址的第一座教堂为木结构，建于986年，1176年毁于火灾。在原址上新建的一座是罗曼式石砌教堂，有两座圆形塔楼。现存的哥特式教堂始建于15世纪初，与临近的鲁汶市政厅同期修建，且由相同人员主持，依次为Sulpitius van Vorst、Jan II Kelderman和Matheus de Layens。至1497年，罗曼式的旧教堂已基本完成拆除，新教堂的主体结构也基本完工。
至1505年，西侧正立面的哥特式尖塔开始施工。建筑师Joost Metsys对三座高塔的设计极具雄心，原設計中，中间高塔高度达170公尺高，如能最终完工，则将成为当时世界最高建筑，高于当时高度最高的英国林肯座堂（中央尖塔高160米，1311年完工；后于1549年坍塌）和现存世界最高的教堂德国乌尔姆大教堂（高161.53米，1890年完工）。然而这一设计并不切合实际，后续施工中发现当地地質無法支撐，且工程资金困难，因此高塔于1541年基本停止施工，当时只修建到原计划高度的三分之一。此后已建成部分在1570年至 1604年期间部分坍塌，高度进一步降低，现存高度仅略高于教堂屋顶。尽管如此，该组鐘樓仍于1999年被聯合國教科文組織列为世界遺產“比利時和法国的钟楼”的一部分。
在两次世界大战中，该教堂均受到严重损坏。1914年的大火导致屋顶坍塌，1944年的轰炸摧毁了教堂北部。战后重建时，在教堂的十字中心点建起了尖塔，不同于被毁前原有的于18世纪增设的圆形高顶，以便与建筑整体风格更加一致。
虽然曾遭战争破坏，该教堂仍拥有丰富的艺术品，1998年设立博物馆，向游客陈列雕塑、绘画和金属制品。其中包括迪里克·鲍茨所繪的最後的晚餐(1464-1468)，1942年曾被纳粹劫走。  
在一侧的小堂内有布拉班特公爵亨利一世的墓。

## 图片

### 历史

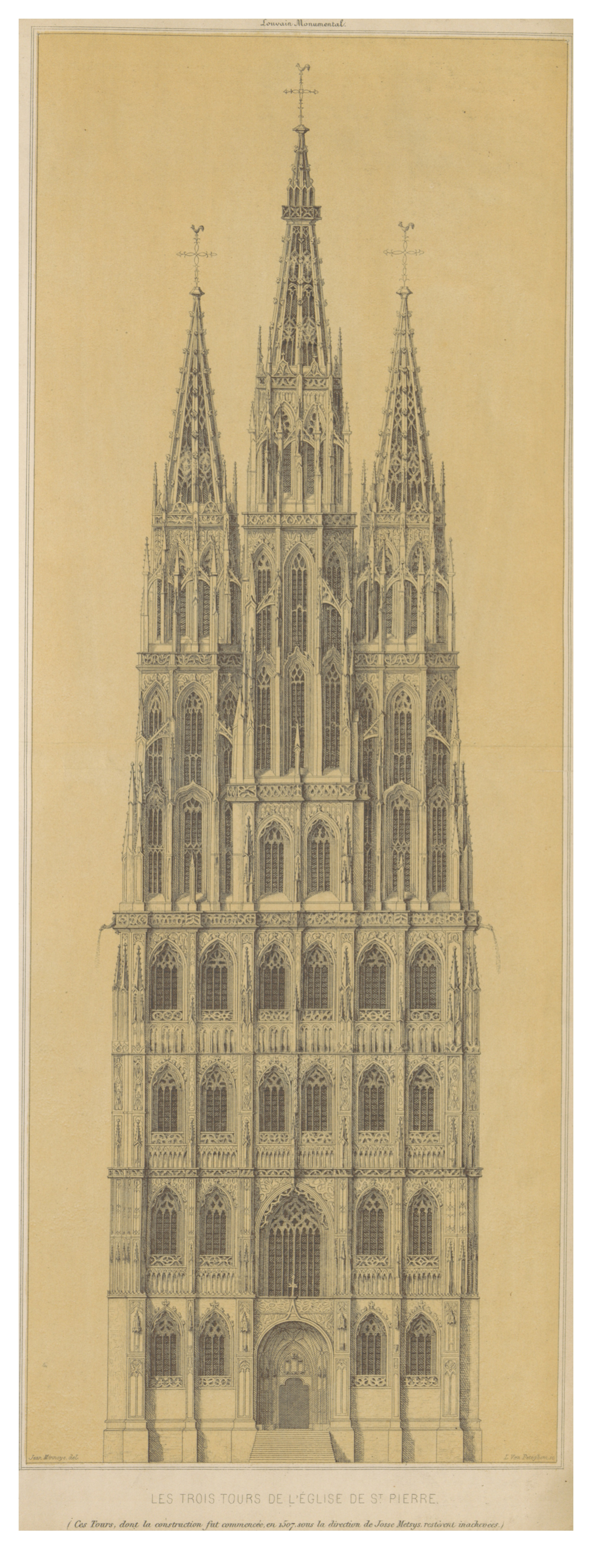
西立面高塔原设计
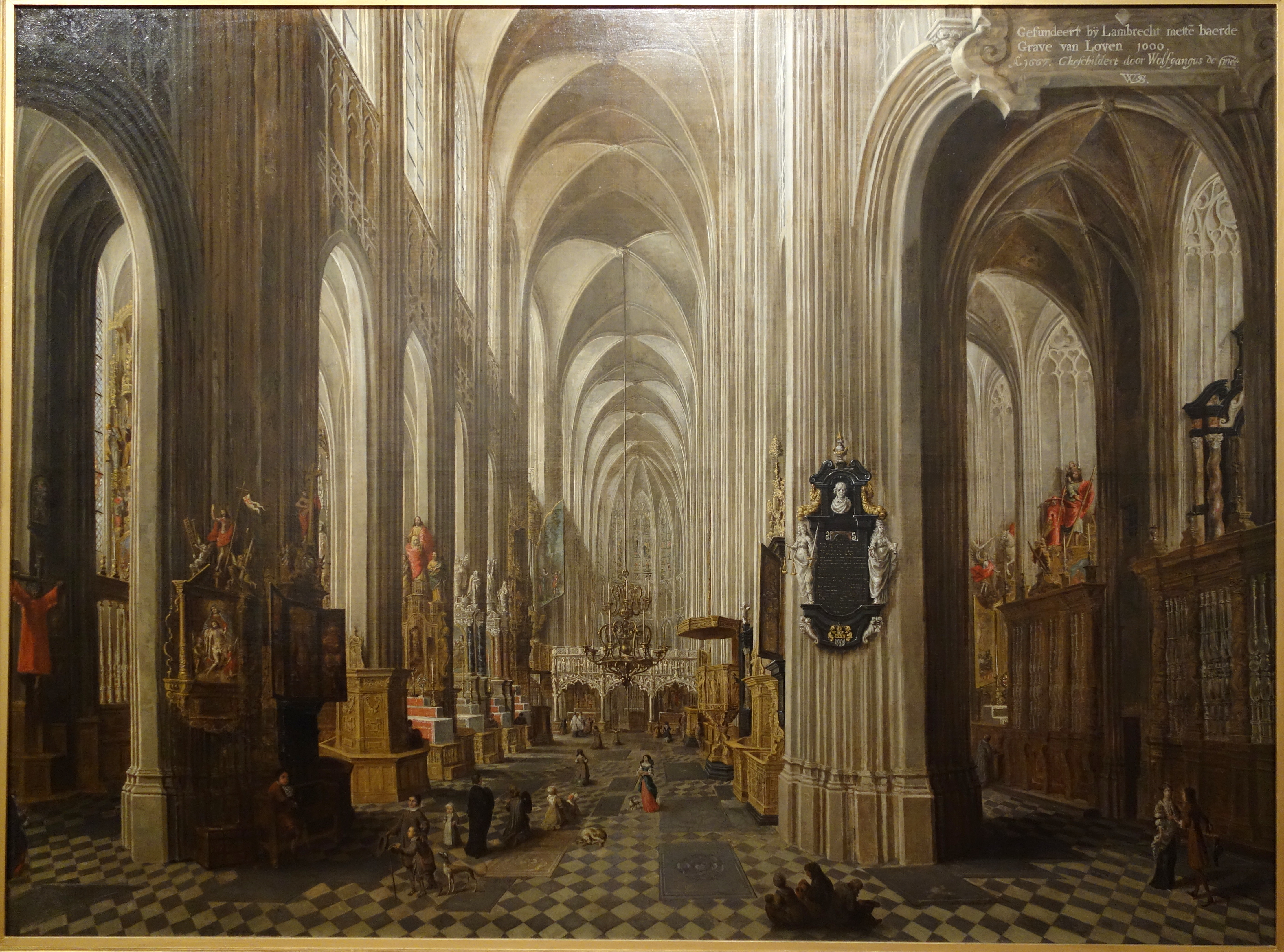
内景（1667年）
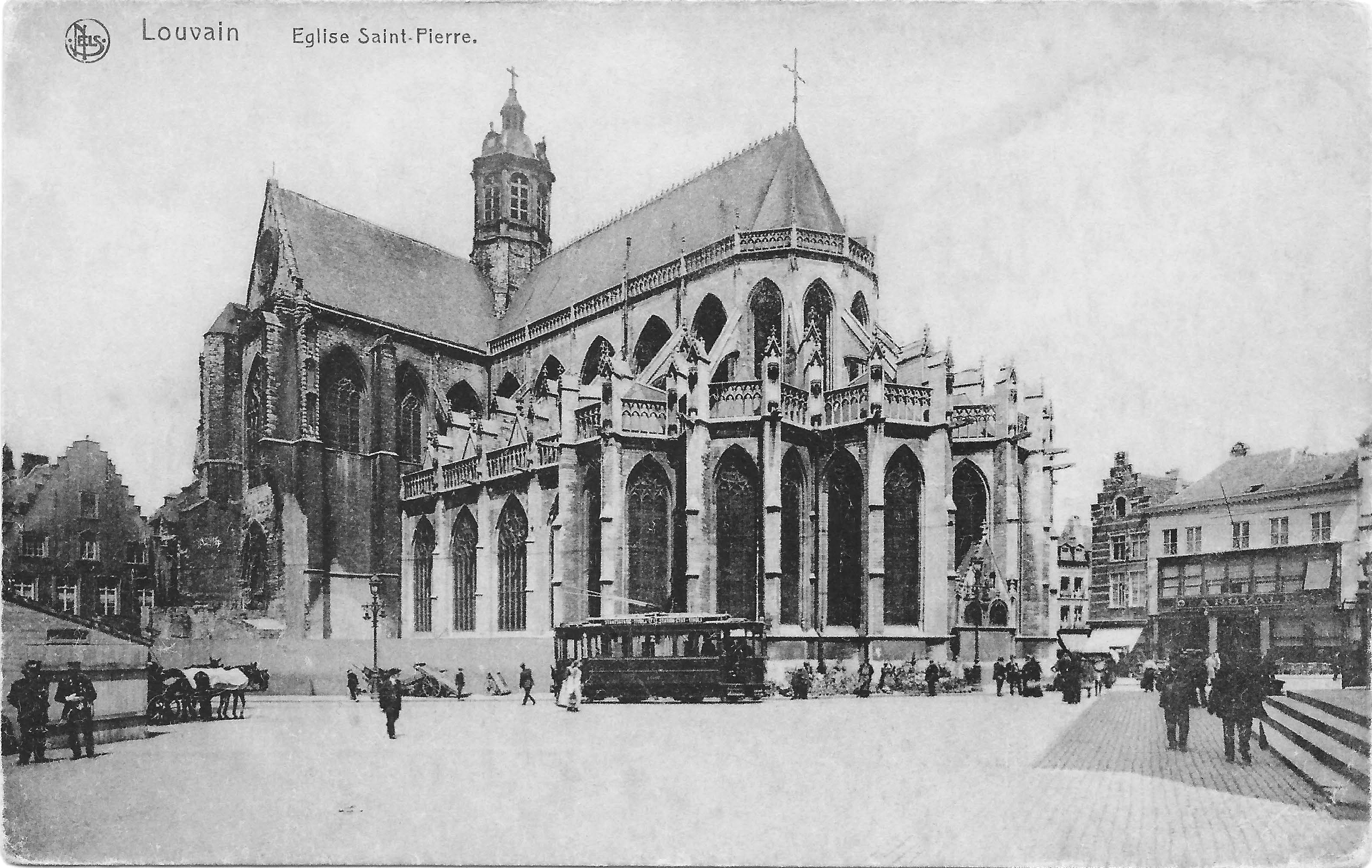
两次大战前的圣伯多禄教堂（1912-1914年），可见中央圆形高顶

### 外观

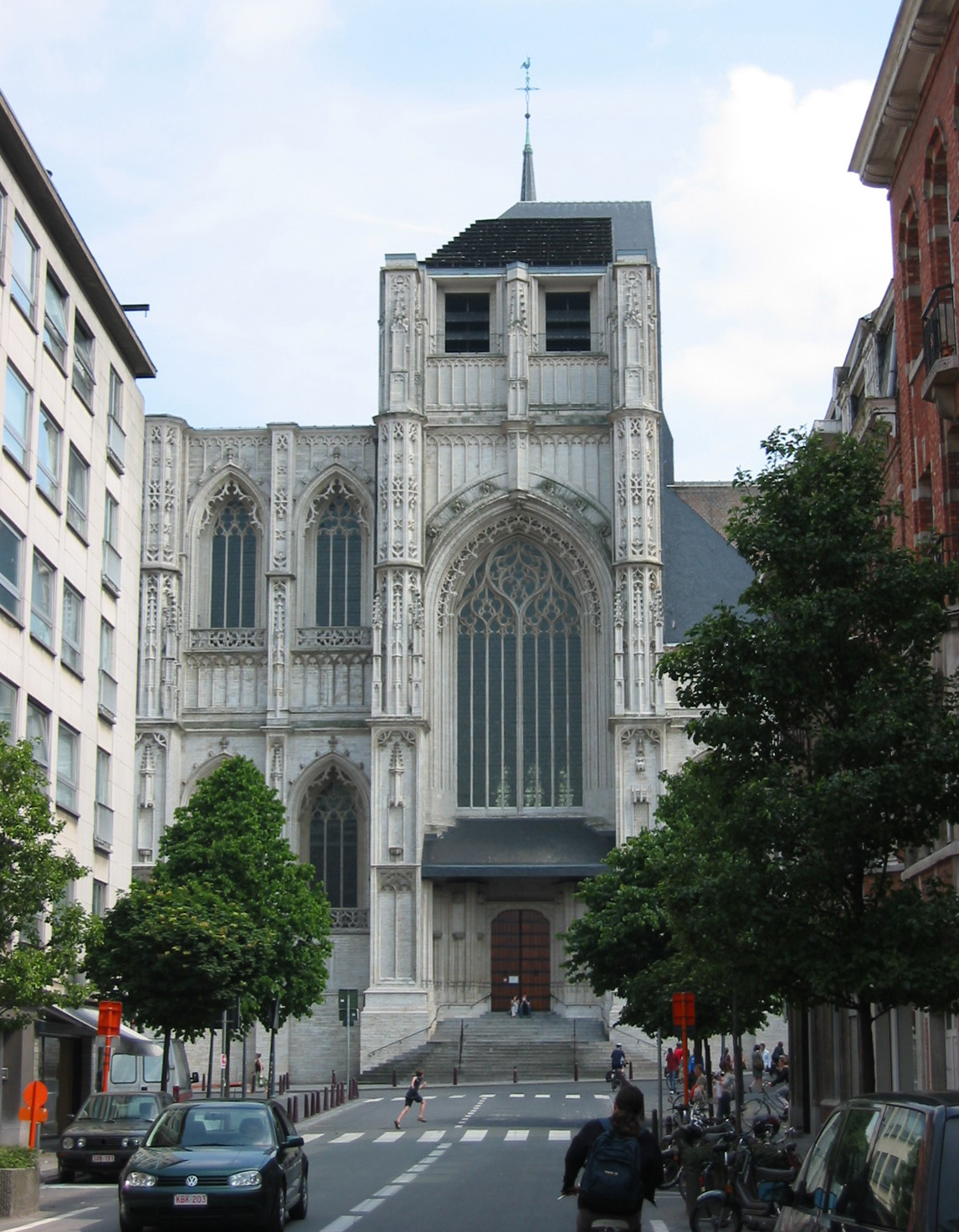
西立面，可见三座未完成的高塔；世界遗产
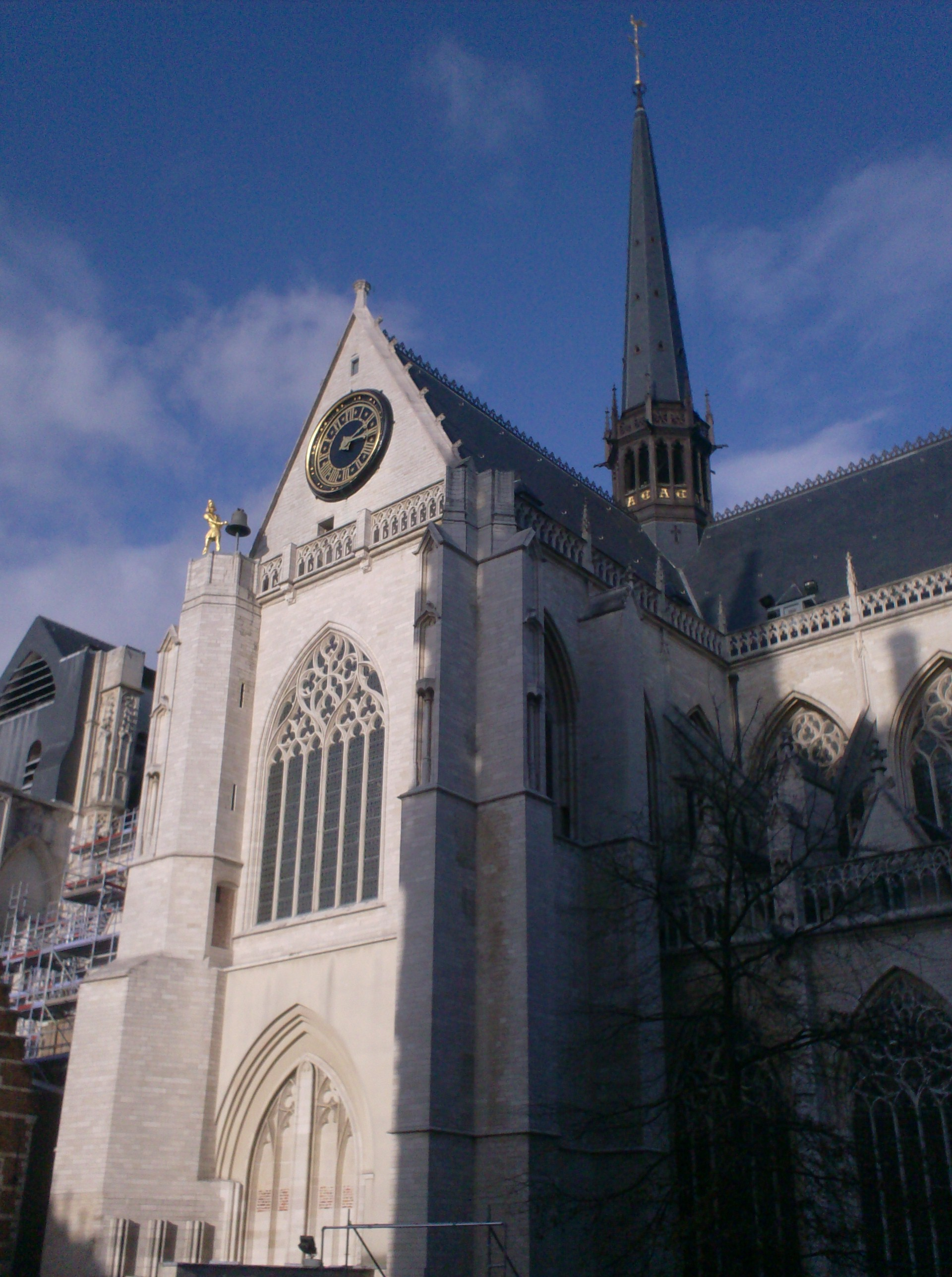
耳堂
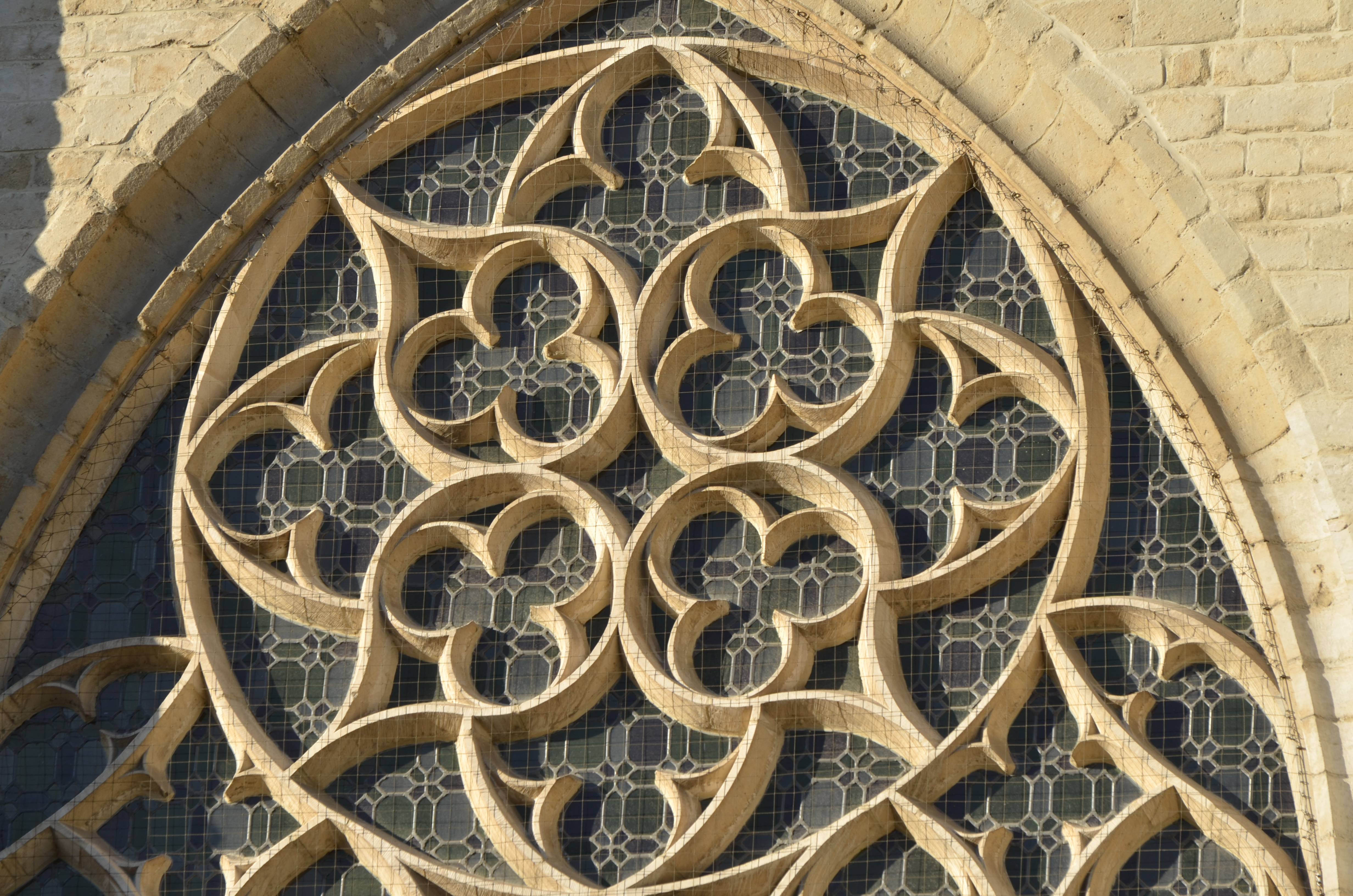
哥特式花窗
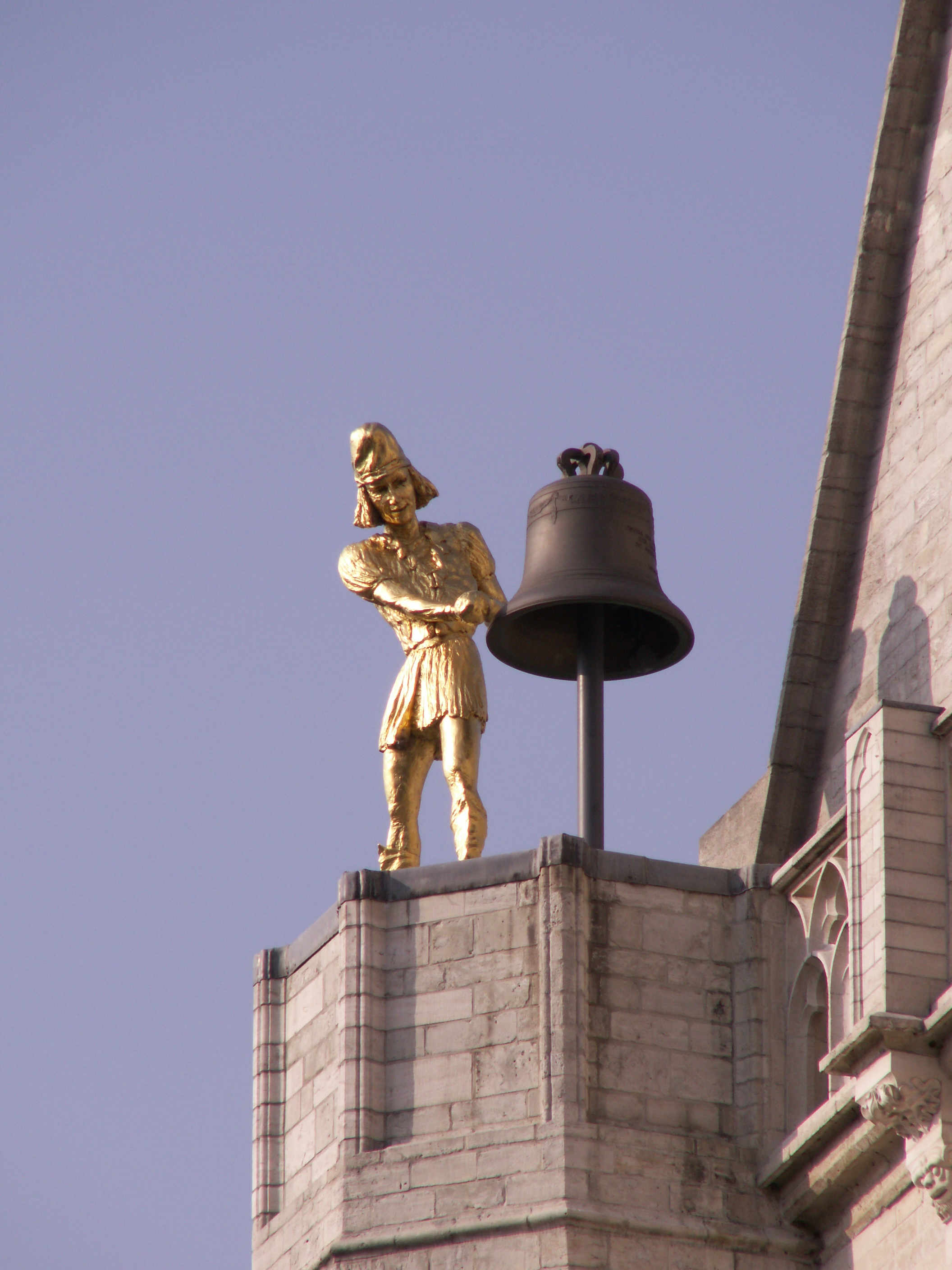
敲钟人

### 内景

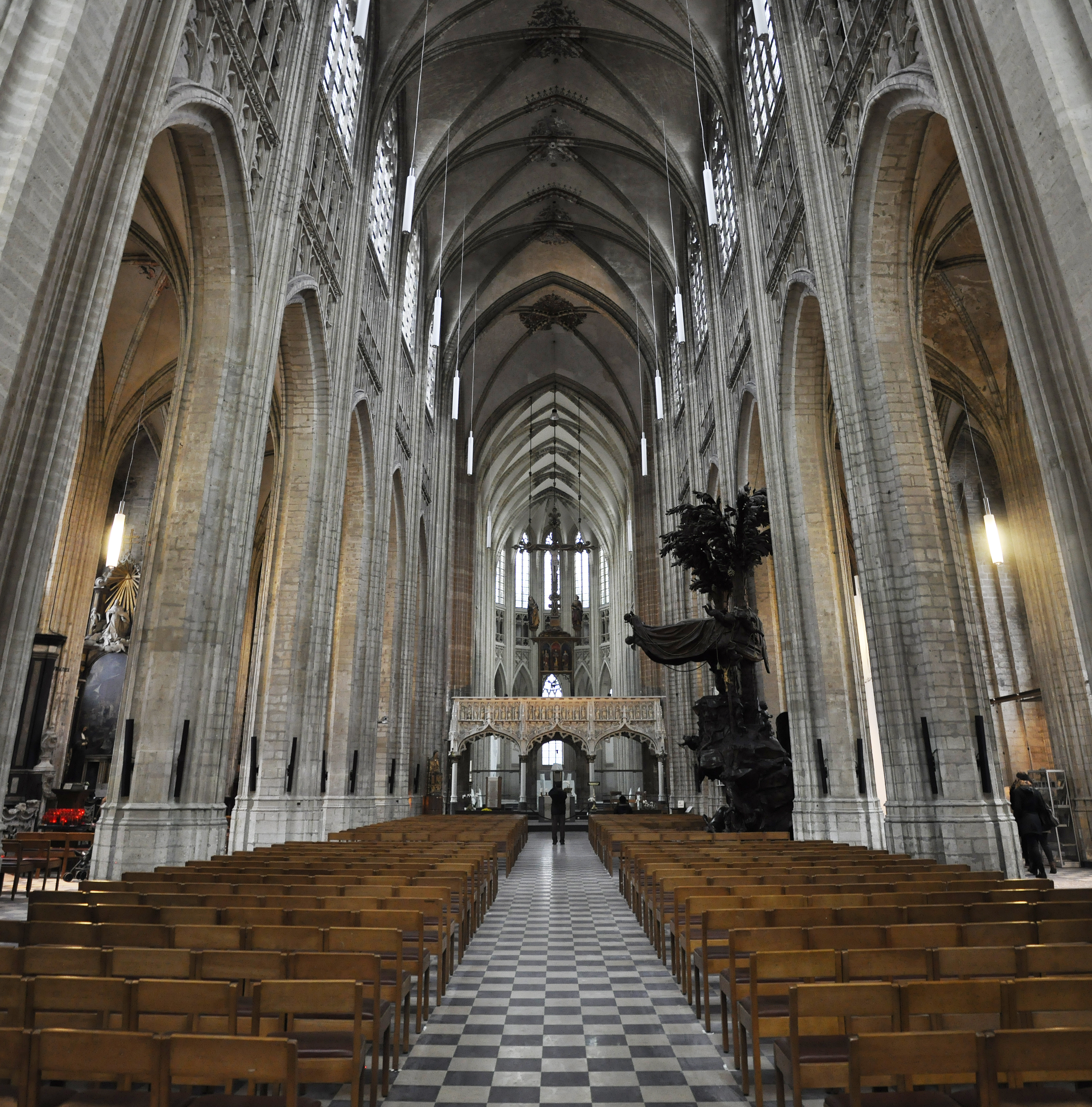
中殿
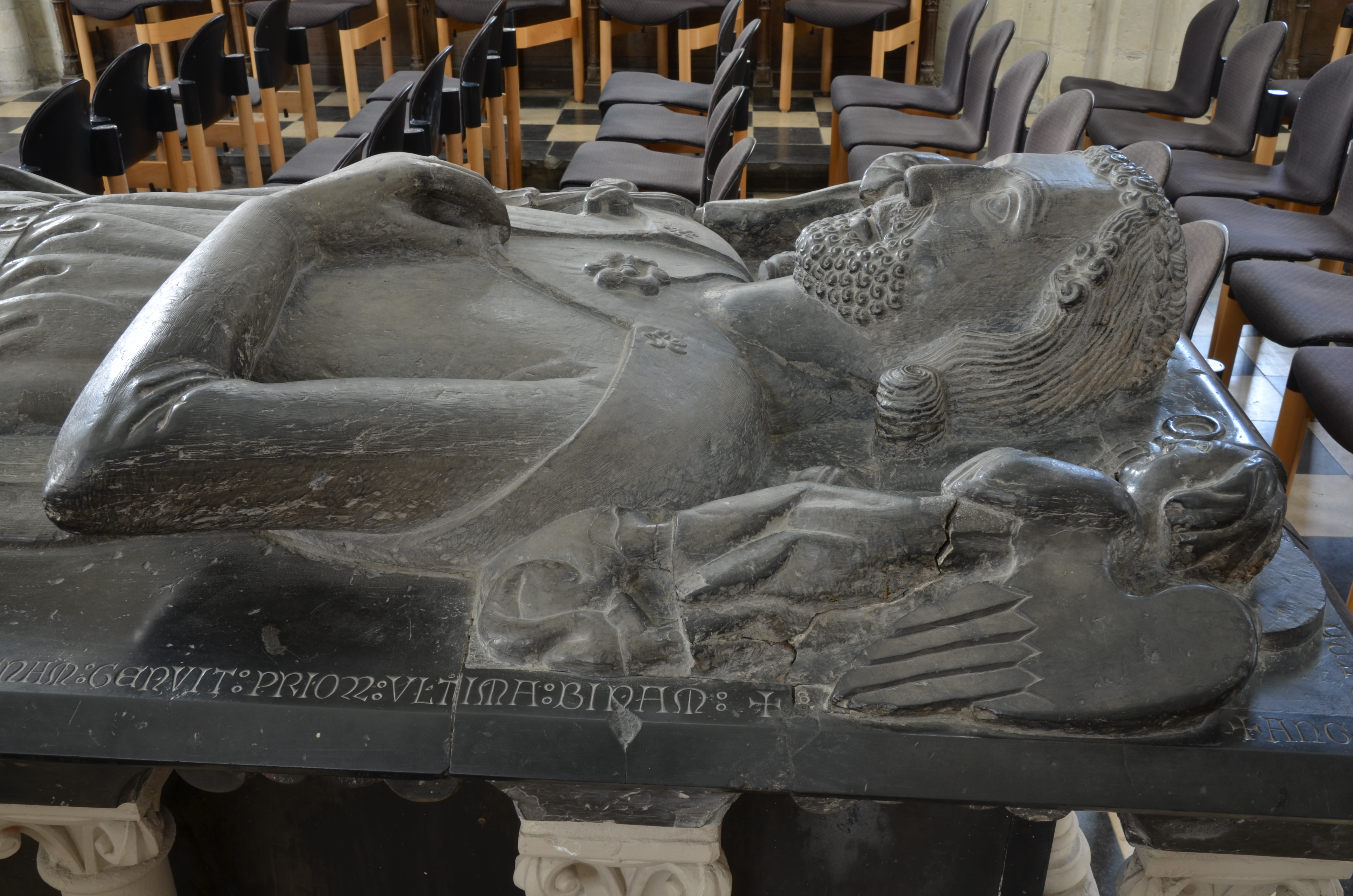
布拉班特公爵亨利一世之墓
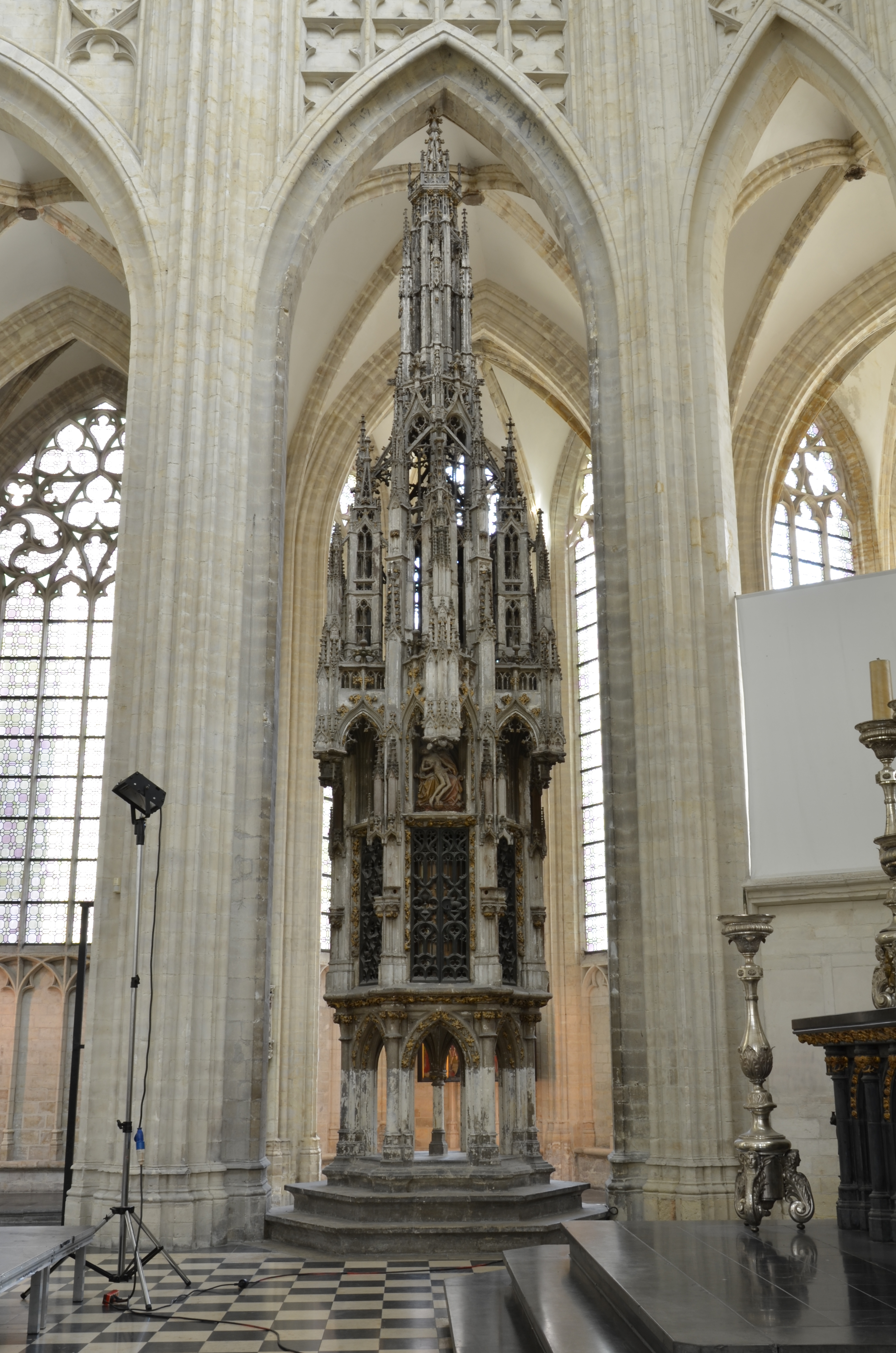
圣餐塔，为比利时现存最早
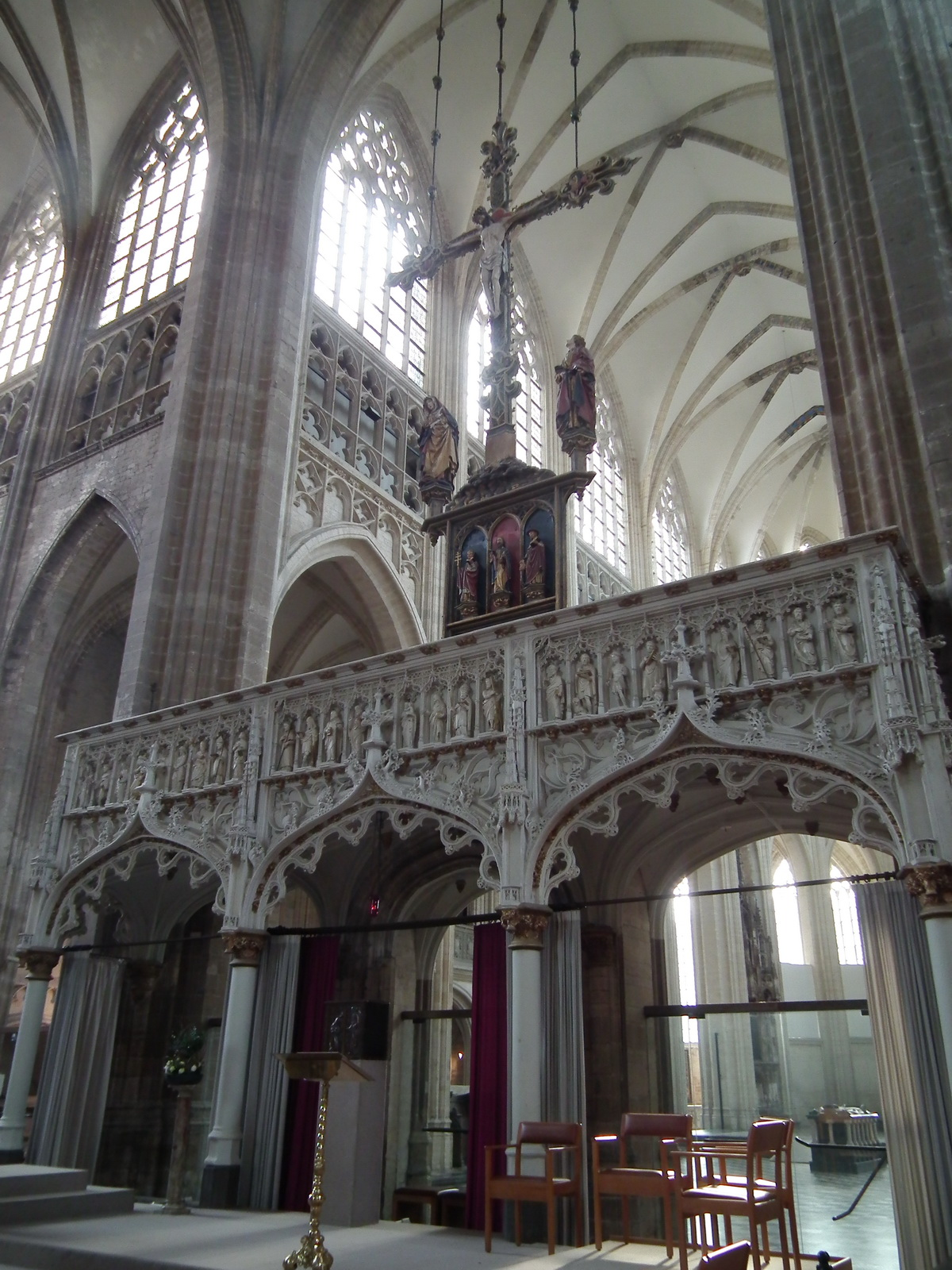
圣坛屏与大十字苦像

### 陈设

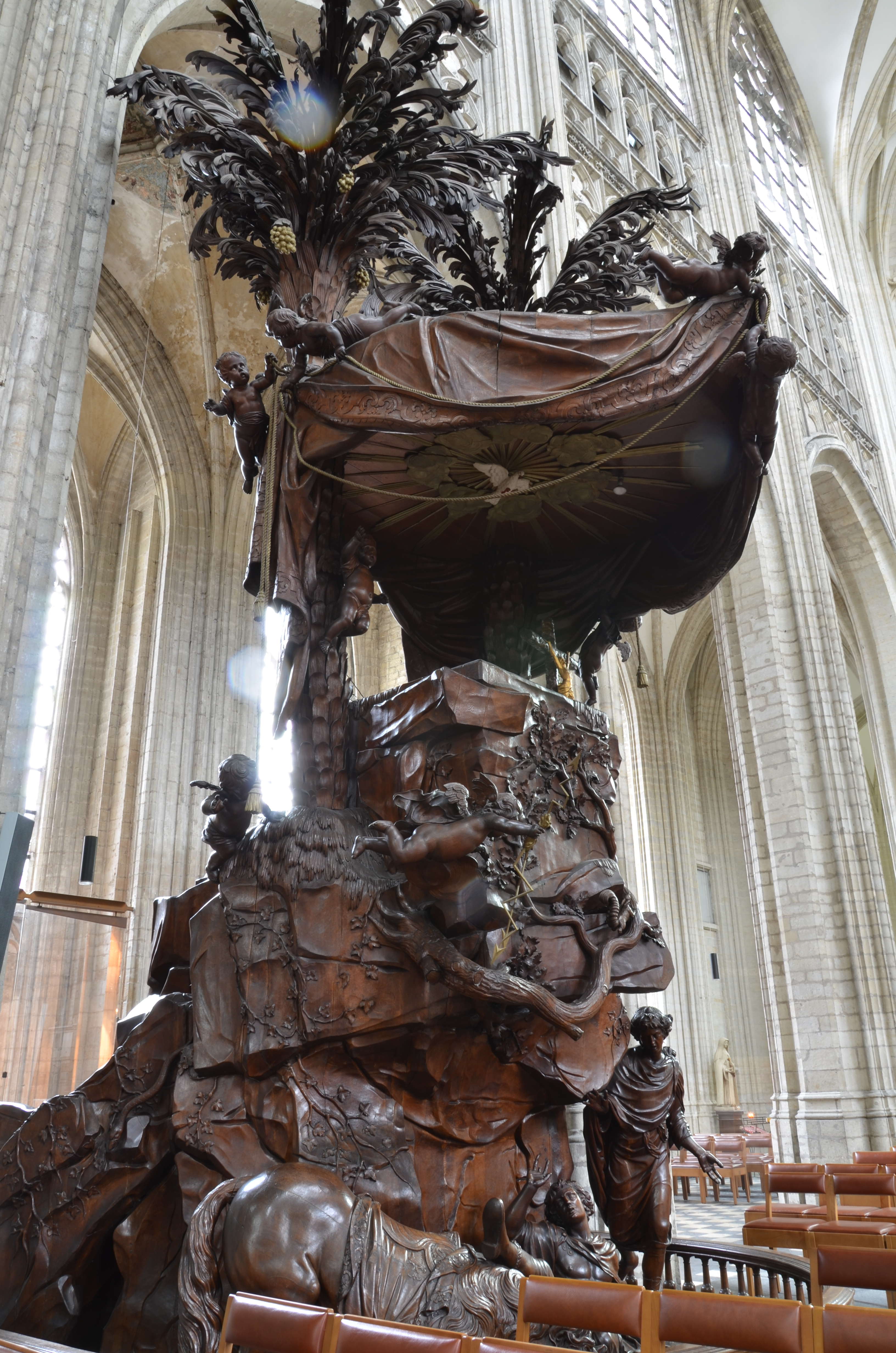
巴洛克式木质讲坛，配有精美木雕
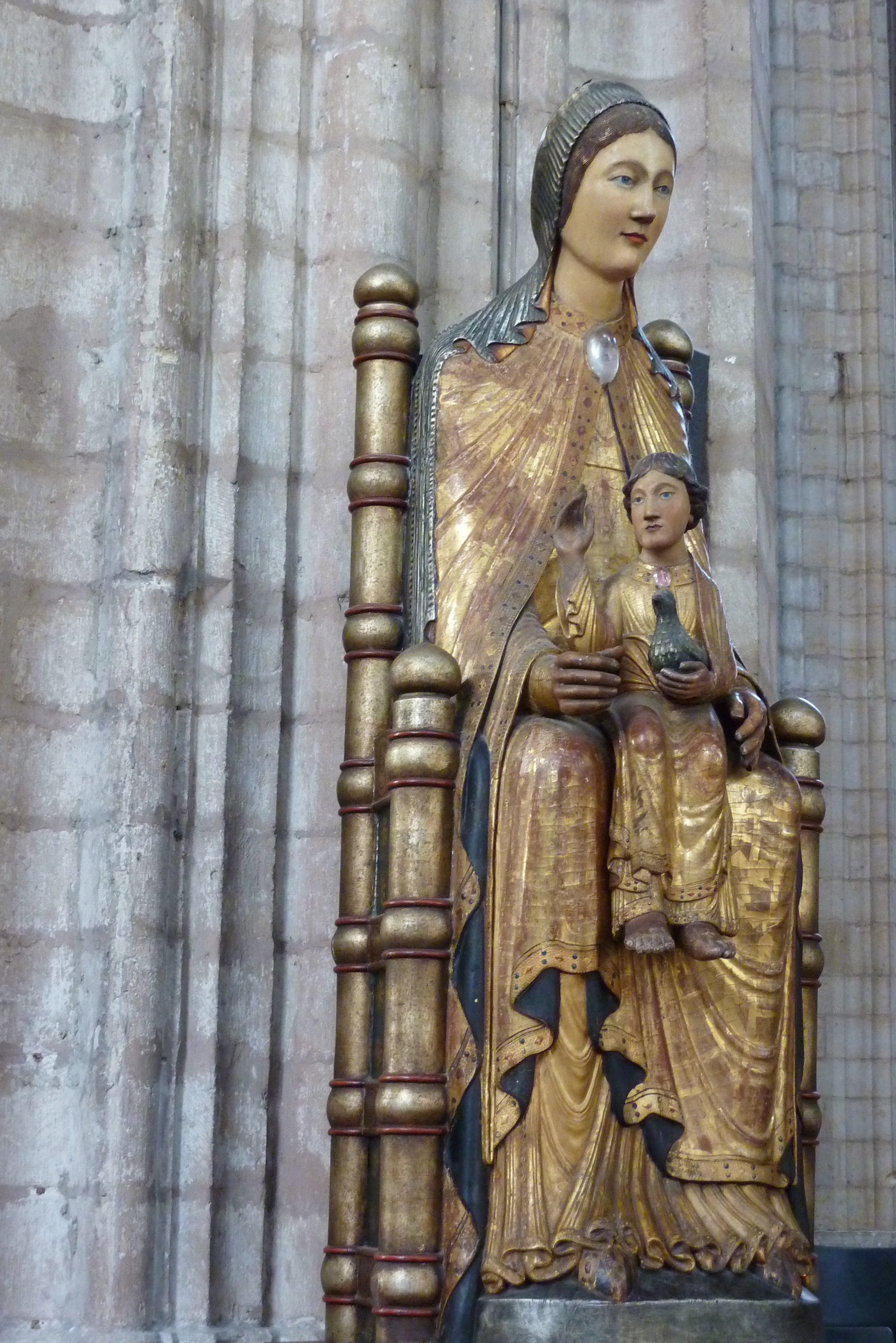
智慧宝座圣母子像，为鲁汶大学校徽来源
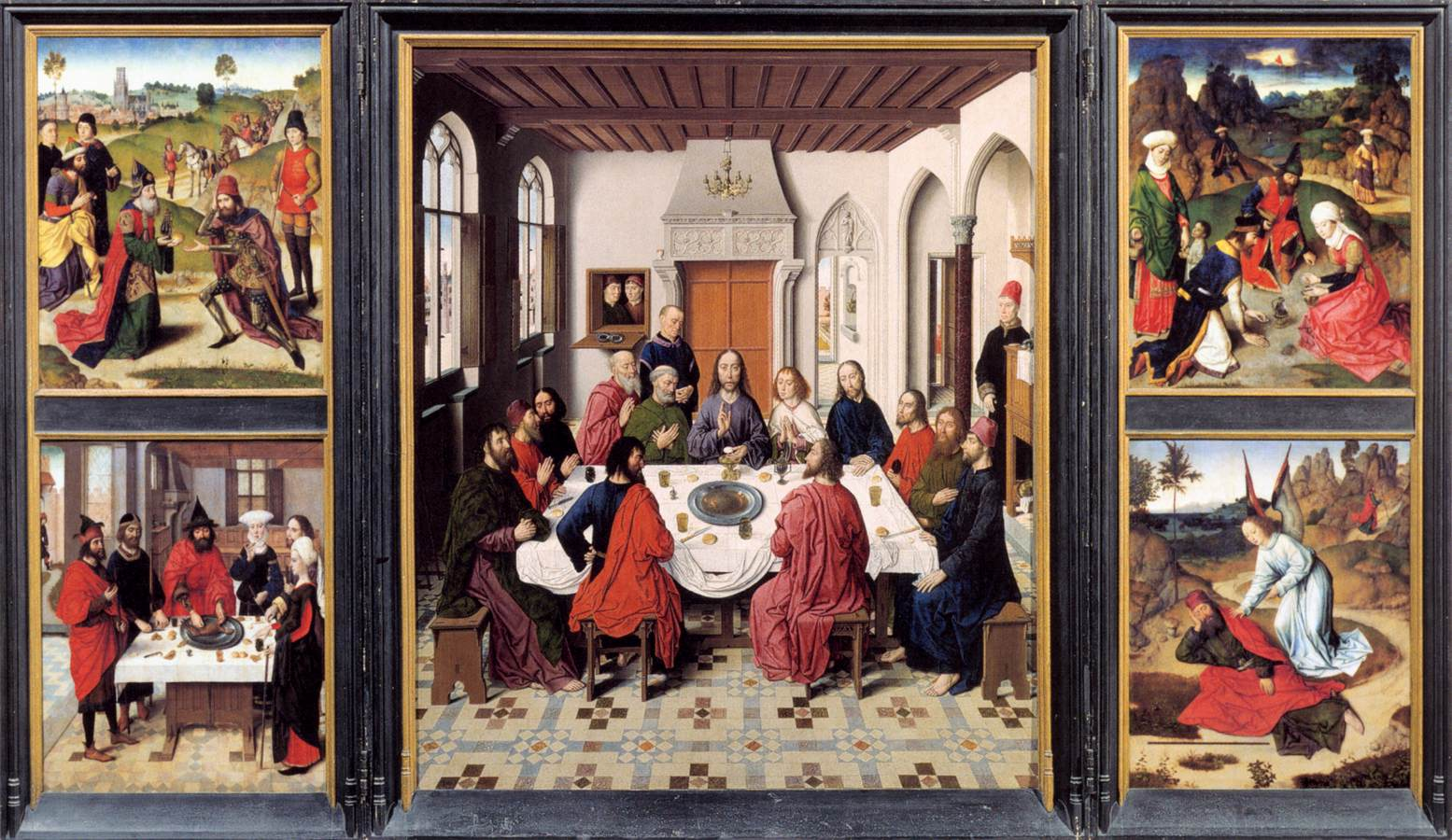
《最后的晚餐》（三联祭坛画），迪里克·鲍茨